# ویلنوهیرسک
ویلنوهیرسک (به اوکراینی: Вільногірськ) شهری است در استان دنیپروپتروفسک که در کشور اوکراین قرار دارد، جمعیت این شهر ۲۲,۰۷۹ نفر (۲۰۲۱ تخمینی) است.